# Miklóssy Mária
Miklóssy Mária (Plugor Sándorné) (Alsóhomoród, 1940. június 19. –) romániai magyar festő. Fia, Plugor Magor (1970-) erdélyi magyar költő.

## Életpályája
1954-től a Marosvásárhelyi Képzőművészeti Középiskola diákja volt. 1958–1963 között a kolozsvári Ion Andreescu Képzőművészeti Főiskola tanár szakának hallgatója volt, ahol mesterei: Piskolti Gábor, Nagy Pál, Barabás István, Crisak Vasile és Balaskó Nándor voltak. 1964–1970 között Brassóban tanított. 1971-től Sepsiszentgyörgyön él; 1990–2002 között a helyi Művészeti Líceumban tanított. 1994-től a Barabás Miklós Céh tagja.
Expresszionista módszerrel fest; mély, tüzes színekkel, sötét tónusú környezetben. Figuráit érzékeny, de erős, konstruktív vonalakkal építi fel. Festészete alapvetően képi és figurális szimbolikájú; egyszerűbb kompozícióit is belső, rejtett jelentéssel ruházza föl.

## Alkotótáborok, ahol dolgozott
- 1976: Árkos
- 1976, 1978, 1991: Hajdúböszörmény
- 1992: Gyula
- 1993–1997: Makó
- 1993–1994: Fortyogói Tábor
- 1995–1997: Nagyszalonta
- 2002, 2004–2005: Jászdózsa

## Kiállításai
| - 1975, 2003, 2017–2018 Kézdivásárhely - 1975, 1996, 2015, 2018 Csíkszereda - 1977, 2000, 2014 Kolozsvár - 1977, 2013 Brassó - 1991 Hajdúböszörmény, Veszprém - 1992 Kecskemét - 1995, 2006, 2012, 2015, 2017 Sepsiszentgyörgy - 1995–1996, 1998, 2015 Budapest - 2004 Sopron - 2010 Árkos - 2010 Marosvásárhely - 2018 Kovászna | - 1977–2018 Kovászna - 1979, 1981, 1983, 2002 Bukarest - 1983 Hajdúböszörmény - 1989, 1995, 2000, 2007, 2015 Budapest - 1995 Marosvásárhely - 1996 Kaposvár - 1996, 1999, 2002, 2009, 2017 Kolozsvár, Sepsiszentgyörgy - 1997–2017 Kézdivásárhely - 2002 Esztergom - 2004 Jászberény - 2007 Sepsiszentgyörgy, Csíkszereda - 2008, 2018 Kecskemét - 2009, 2014, 2016, 2018 Sepsiszentgyörgy - 2011, 2014–2015, 2017 Brassó - 2012 Szeged - 2016 Sepsiszentgyörgy, Székelyudvarhely, Kolozsvár - 2018 Makó |